# گربه‌ماهی برقی
گربه‌ماهی برقی (نام علمی: Malapteruridae) نام یک تیره از راسته گربه‌ماهی‌سانان است.